# Església antiga de Sant Cristòfol de Begues
|  | No s'ha de confondre amb Sant Cristòfol de Begues. |

Sant Cristòfol de Begues és una església edificada al segle X al municipi de Begues (Baix Llobregat). És una obra inclosa en l'Inventari del Patrimoni Arquitectònic de Catalunya. L'autor és el mestre de cases Lleonard Bosch, occità.

## Descripció
L'edifici és una obra molt unitària, harmoniosa i bastida sense vacil·lacions constructives. És una petita fàbrica gòtica, d'una nau de tres trams. El darrer correspon al cor, cobert amb volta rebaixada (té una bella clau, on és patent la influència renaixentista de l'època). Els altres dos tenen sengles capelles per banda. El presbiteri és de set panys i la clau central té la representació del titular, Sant Cristòfol, patró de la parròquia. Les altres claus representen evangelistes. Les quatre capelles laterals també es cobreixen amb voltes gòtiques, les claus de les quals representen Sant Miquel, Sant Sebastià, Santa Eulàlia i la Mare de Déu de la Llet, són força mediocres, però no com la del cor. Tots els arcs són de mig punt (aquí també és patent la influència renaixentista), tant els que obren les capelles, com els formerets, etc. El portal ja és plenament renaixentista. Els picapedrers van ser Joan de Montese i Bernat Truell, del regne de França.
La clau de volta amb l'evangelista Mateu és la millor, de factura, relleu i composició, de totes les claus de volta del temple. Està representat l'evangelista Mateu, que és ajudat a sostenir l'evangeli per l'àngel que l'identifica. Les actituds, tot i tractar-se d'una clau de volta gòtica, la composició i el modelat dels personatges ja són clarament renaixentistes. Les altres claus de volta del temple són força mediocres.
La porta destaca especialment. Dues columnes toscanes sostenen un entaulament sobre el qual hi ha el frontó i, al mig d'aquest, esculpit en relleu, de mig cos, el Pare Etern, envoltat i sorgint de dins un mantell i duent una esfera a la mà. Al vèrtex del frontó hi ha un relleu sobre una peanya amb la figura de Sant Cristòfol, patró de la parròquia i, a banda i banda, gairebé als extrems, un sant Miquel matant el drac a l'esquerra de l'espectador i un altre àngel brandant l'espasa a la dreta. S'assembla molt al portal de Santa Maria de Castelldefels, probablement són del mateix taller o autor.
historia la historia es que hay un castillo enorme